# غامبيت كيه إتش 7

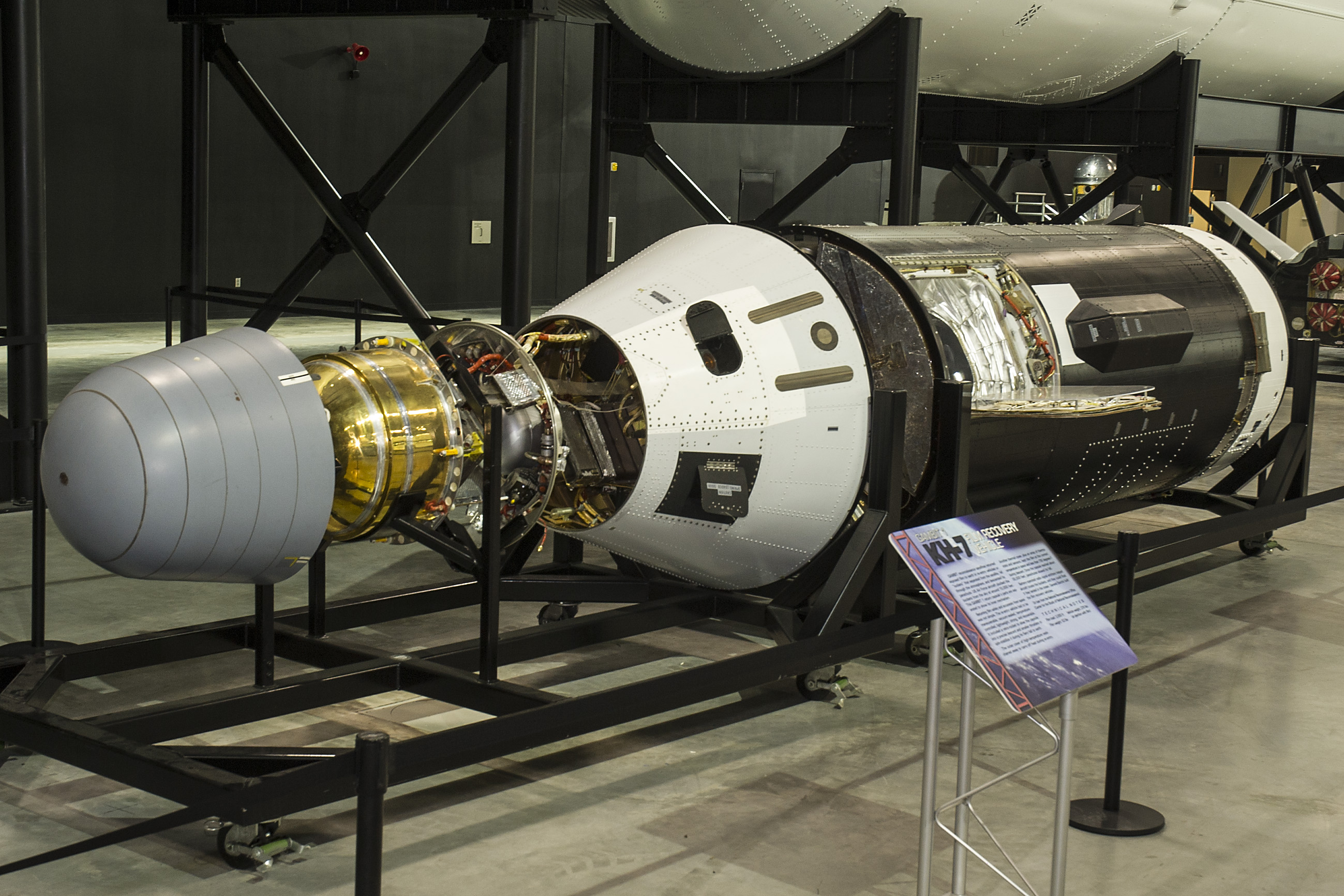

غامبيت كيه إتش 7 (KH-7) (برنامج سلاح الجوّ 206) المُسمّى بـ «غابيت» هو قمر استطلاع صناعيّ (قمر تجسّس) استخدمته الولايات المتحدة في الفترة ما بين شهر يوليو/ تمّوز من عام 1963 وشهر يونيو/ حزيران من عام 1967. كان القمر -كما قمر كورونا السابق له- يمتلك ذكاءً صوريّاً (IMINT) من خلال التقاط للصور وإعادة أشرطة التصوير غير المظهرة إلى الأرض. تمكّن القمر من تصوير سطح الأرض بدقّة 2 قدم (0.61 متر) إلى 3 قدم (0.91 متر). على الرغم من رفع السرّيّة عن معظم الصور التي التقطها قمر كي إتش 7 في عام 2002 إلّا أنّ تفاصيل برنامج القمر الصناعيّ ظلّت سرّية حتّى عام 2011.
في تقريره الموجز الذي تبع انتهاء البرنامج، خلُص مكتب الاستطلاع الوطني إلى اعتبار مشروع غامبيت «ناجحاً للغاية»، لأنّه أنتج أوّل صورٍ فوتوغرافيّة عالية الدقّة التُقطت من الأقمار الصناعيّة 69.4% منها كانت بدقّة أقلّ من 3 أقدام (0.91 متر). تجاوزت الأرقام التي قدمّها غامبيت كي إش 7 -في نجاح عمليّة الإطلاق، والمدارات، والموادّ المسترجعة الأنظمةَ القديمة بعدّة مراحل، وكان بذلك متقدّماً على أحدث الطرازات، إلى حدّ إمكانيّة تطوير أنظمة لاحقة على أساسه والتحليق بها بنجاح تامّ. تحدّث التقرير أيضاً عن تزويد قمر غامبيت الاصطناعي لأجهزة الاستخبارات بأوّل صور فوتوغرافيّة عالية الدقّة لمناطق سرّيّة، وقد اعتُبرت قيمة المعلومات الاستخباراتيّة التي أرسلها القمر إلى أجهزة الاستخبارات «عاليةً للغاية»، لاسيّما وأنّ نجاحه المنقطع النظير قد تعارض بشكلٍ حادّ مع نتائج الجيل الأوّل من برامج الاستطلاع التصويريّة، وهي: كورونا، القمر الذي عانى من الكثير من الأعطال إلى الحدّ الذي لم يحقّق فيه المشروع أيّ نجاحٍ يُذكر، وبرنامج ساموس الذي فشل بالأساس فشلاً ذريعاً بعد أن فُقدت بعض الأقمار الصناعيّة خلال حوادث حصلت أثناء عمليّة الإطلاق، وعاد بعضها الآخر دون أن يلتقط صورةً واحدة مفيدة.
ظهر غامبيت في عام 1962 كبديلٍ عن مشروع قمر كورونا الذي لم يكلّل بالنجاح، وكبديل أيضاً عن برنامج ساموس الذي فشل بشكلٍ كامل، على الرغم من استمرار مهمّة قمر كورونا في أوائل سبعينيّات القرن العشرين وعملها جنباً إلى جنب مع البرنامج الجديد. استُخدم في أقمار غامبيت الصواريخ الحاملة «أطلس أجينا» وهي نفسها التي استخدمت في برنامج ساموس، في الوقت الذي استخدمت فيه مهمّة كورونا عائلة ثور أجينا للصواريخ الحاملة. تحوّلت عمليّات إطلاق الصواريخ بعد تطوير قمر كي إتش 8 الصناعي المُحسّن خلال عام 1960 إلى الصواريخ الحاملة تيتان 3B (Titan IIIB).

## مكوّنات النظام
يبلغ طول كلّ قمر من أقمار غامبيت 1 حوالي 15 قدماً أي 4.5 متر، ويبلغ عرضه 5 أقدام أي 1.5 متر، ويزن حوالي 1154 رطلاً أي ما يعادل (523 كيلوغراماً)، ويحمل ما يقارب الـ 3000 قدم (914 متر) من أشرطة التصوير.
كشفت دراسة الجدوى لنظام الأقمار الصناعيّة المداريّة المتخصّصة بالتقاط الصور الفوتوغرافيّة في ستّينات القرن العشرين عن ثلاثة أنظمةٍ فرعيّة تابعةٍ للأقمار الصناعيّة البصريّة الأمريكيّة: وهي مركبة التحكّم المداريّة (OCV)، ووحدة جمع البيانات (DCM)، وقسم الاسترجاع (RS). يُطلق على وحدة جمع البيانات في قمر غامبيت كي إتش 7 أيضاً اسم وحدة بصريّات الكاميرا (COM)، وهي مدمجة مع مركبة التحكّم المدرايّة التي يبلغ طولها 5.5 متر أي (18 قدم)، أمّا قطرها فيبغ 1.52  متر (5 أقدام).

### وحدة بصريّات الكاميرا
تتكوّن وحدة بصريّات الكاميرا في قمر غامبيت كي إتش 7 من ثلاثة كاميرات: آلة تصوير شريحيّة واحدة، وكاميرا نجميّة، وكاميرا قياسيّة.
تنعكس في آلة التصوير الشريحيّة الصورة الآتية من الأرض من خلال مرآة مسطّحة قابلة للتوجيه إلى مرآة مقعّرة ثابتة رئيسيّة قطرها 1.21 متر (48 بوصة). تقوم المرآة الرئيسيّة بعكس الضوء عبر فتحة في المرآة المسطّحة ومن خلال مصّحح روس "Ross corrector". تلتقط آلة التصوير هذه صوراً لرقعة واسعة بزاوية 6.3 درجة، وذلك عن طريق إظهار جزء متحرّك عرضه 22 سم (8.7 بوصة) عبر شقّ لثقبٍ صغير. كانت دقّة الصور الأرضيّة الأوّلية التي التقطها قمر غامبيت تبلغ 1.2 متراً (4 أقدام)، وتمّ تحسينها في عام 1966 إلى (0.6 متر (. يزن كلّ قمر حوالي 2000 كيلوجراماً، وتعود من القمر الاصطناعيّ حزمة واحدة من أشرطة التصوير في المهمّة الواحدة. تمّ تصنيع نظام النقل للكاميرا ولشريط التصوير من قبل شركة إيستمان كوداك.
الكاميرا القياسيّة المستخدمة في كي إتش 7 هي نسخة لأنظمة الكاميرات التي سبق استخدامها في أقمار كي إتش 4 (KH-4) وكي إتش  6(KH-6) الاصطناعيّة، وتقوم بالتقاط الصور الأرضيّة بالاتّجاه الذي تدور فيه المركبة لتحديد وجهتها. تلتقط الكاميرا النجميّة صوراً لحقول النجوم بوجود شبكة تركّب على مستوى الصورة، تُصنّع الكاميرات القياسيّة والكاميرات النجميّة في شركة إيتيك، أمّا أجهزة الاستشعار الأفقيّة فتُصنّع في شركة بارنز الهندسيّة.

### مركبة التحكّم المداريّة ومركبة الاسترداد
كانت الشركة المتعهّدة بتصنيع مركبة التحكّم المداريّة ومركبة الاسترجاع على حدّ سواء هي شركة جنرال إلكرتيك. تحصل عمليّة تسليم أشرطة التصوير في الجوّ من خلال طائرة لوكهيد سي- 130 هيركوليز المصمّمة خصّيصاً لهذا الغرض.

## المهمّة
تمّ إطلاق جميع أقمار كي إتش 7 من نقطة أورغويلو في ولاية كاليفورنيا الأمريكيّة، والتي أصبحت في شهر تمّوز من عام 1964 جزءاً من قاعدة فاندنبرغ الجويّة. حلّقت أقمار كي إتش 7 بـ 38 مهمّة أرقامها بين 4001-4038، وأعادت خلالها 34 شريطاً مصوّراً إلى الأرض، 30 منها كان قابلاً للاستخدام. كانت مدّة المهمّة تتراوح بين يوم واحد و8 أيّام، سجّلت أقمار كي إتش 7 بالمجمل ما مجموعه 170 يوم عمل في مدارها.

## التشغيل
قامت الآلة عالية الدقّة كي إتش 7 بالتقاط صور مفصّلة للمناطق الساخنة، يعود أغلبها لمنشآت تصنيع الصواريخ النوويّة السوفييتيّة والصينيّة، أمّا ما تبقّى منها فهي صور للمدن والموانئ. رُفعت في عام 2002 السرّية عن أغلب صور هذه الكاميرا، بعددٍ يصل إلى 19000 صورة، وذلك بعد صدور الأمر التنفيذي رقم 12951، وهو نفس الأمر الذي رُفعت فيه السرّيّة عن برنامج كورونا أيضاً، وتم نقل نُسخ أشرطة التصوير إلى مكتب أنظمة رصد الموارد الأرضيّة التابع للماسح الجيولوجيّ الأمريكيّ (USGS)، فيما لا تزال 100 صورة تقريباً التقطت لمناطق في دولة إسرائيل سرّيّة حتّى اللحظة.
تلاعبت وكالة الاستخبارات المركزيّة CIA في أوائل عام 1964 بفكرة استخدام أقمار غامبيت في تصوير المنشآت العسكريّة في كوبا، ولكنّ الفكرة قوبلت بالرفض باعتبارها غير عمليّة، لأنّ الأقمار الصناعيّة هذه قد صُمّمت في المقام الأوّل لرصد مناطق الاتّحاد السوفييتي الموجودة على خطوط العرض العليا، ويعني ذلك الاستهلاك الكامل للقمر الاصطناعي لرصد مناطق أمريكا اللاتينيّة والبحر الكاريبيّ فقط، في الوقت الذي لم تكن فيه تلك الأماكن تمتلك أهميّة تذكر بالنسبة لوكالة الاستخبارات الأمريكيّة. وقرّرت الوكالة فيما بعد الاكتفاء بالرحلات الجوّيّة لطائرة الاستطلاع U-2 لرصد النشاطات الكوبيّة.

## قمر إيلينت الاصطناعي الفرعي
تضمّنت المهمّة رقم 4009 إطلاق القمر الاصطناعيّ الفرعي ELINT P-11 للرصد الراداري، وتمّ إطلاقه في مدار أعلى.